# Filme de super-heróis

Painel da Marvel na D23 Expo de 2011

Um filme de super-herói ou filme de superaventura é um filme que enfoca as ações de super-heróis: indivíduos que geralmente possuem habilidades extraordinárias — geralmente sobre-humanas — e se dedicam a proteger o público. Esses filmes normalmente apresentam elementos de ação, aventura, fantasia ou ficção científica, com o primeiro filme de um personagem em particular frequentemente incluindo um foco na origem de seus poderes especiais e seu primeiro confronto com seu supervilão ou arqui-inimigo mais famoso.
A maioria dos filmes de super-heróis é baseada em quadrinhos de super-heróis. Em contraste, vários filmes como a série RoboCop, The Meteor Man, a série de filmes Unbreakable, The Incredibles, Hancock e They Call Me Jeeg são originais para a tela, enquanto O Besouro Verde é baseado principalmente na série de rádio original e sua adaptação para televisão dos anos 1960, tanto Underdog quanto The Powerpuff Girls são baseadas em séries animadas de televisão, e os filmes japoneses tokusatsu e anime de super-heróis são baseados em mangás e programas de televisão.
As franquias de filmes de super-heróis mais notáveis e bem-sucedidas desde 1998 são Blade da New Line Cinema, X-Men da 20th Century Fox, trilogia Homem-Aranha de Sam Raimi, duologia Amazing Spider-Man de Marc Webb, Os Incríveis da Pixar, trilogia O Cavaleiro das Trevas de Christopher Nolan, o Marvel Cinematic Universe (MCU) e o DC Extended Universe (DCEU). Desde a ascensão do MCU no final dos anos 2000, o filme de super-heróis se tornou uma forma dominante de cinema popular em todo o mundo. Este domínio comercial foi amplamente acompanhado por uma crítica positiva para muitos desses filmes, que inclui o reconhecimento do Oscar. Os filmes de super-heróis tiveram sucesso comercial em uma ampla variedade de gêneros, como ação, terror, fantasia, comédia, etc. A produção de filmes de super-heróis também começou fora de Hollywood desde o século 21, como o espanhol em inglês Faust: Love of the Damned, o italiano O Garoto Invisível (e sua sequência), o finlandês Rendel: Dark Vengeance (e sua futura sequência) e o russo Defensores.

## Animação
Fora da ação ao vivo, filmes de super-heróis animados também alcançaram sucesso crítico e financeiro. Grande parte dos filmes de super-heróis animados são direcionados a mídia doméstica (filmes da Marvel Animation, DC Universe Animated Original Movies e outros), embora haja um número incontável desses filmes criando eventos diferentes dos "normais" vistos na tela grande. Esses filmes de animação pensam fora da caixa com esses super-heróis, onde filmes como esses, em live-action, podem custar muito dinheiro para fazer com pouco ou nenhum benefício em fazer um público mais restrito ver esses filmes. Batman - A Máscara do Fantasma foi lançado nos cinemas e foi um sucesso de crítica (embora um fracasso de bilheteria). Em 1968 foi lançado VIP my Brother Superman dirigido pelo animador italiano Bruno Bozzetto; é uma paródia de super-heróis e teve grande sucesso. Em 2004, a Pixar lançou The Incredibles, sobre um casal de super-heróis aposentados e seus filhos, que se saiu extremamente bem tanto crítica quanto financeiramente e ganhou o Oscar de Melhor Filme de Animação. Em 2010, a DreamWorks Animation lançou Megamind e obteve um sucesso mediano. Em 2014, a Walt Disney Animation Studios lançou uma adaptação da equipe de super-heróis da Marvel Comics, Big Hero 6. No mesmo ano, a Warner Bros. lançou The Lego Movie, que tinha Batman e outros super-heróis da DC Comics em papéis principais e coadjuvantes. Um sucesso de bilheteria significativo, foi seguido em 2017 por The Lego Batman Movie, bem como Captain Underpants: The First Epic Movie, da DreamWorks Animation.
Em 2018, três filmes de super-heróis animados teatrais foram lançados com considerável sucesso de crítica e comercial: Incredibles 2 da Pixar, Teen Titans Go! To the Movies, e Spider-Man: Into the Spider-Verse da Sony Pictures Animation. Além disso, o último dos três conquistou os principais prêmios de cinema daquele ano para longas-metragens de animação, incluindo o Oscar.